# Sommecaise
Sommecaise ist eine französische Gemeinde mit 387 Einwohnern (Stand: 1. Januar 2022) im Département Yonne in der Region Bourgogne-Franche-Comté; sie gehört zum Arrondissement Auxerre und zum Kanton Charny Orée de Puisaye.

## Geographie
Sommecaise liegt etwa 28 Kilometer westnordwestlich von Auxerre. Umgeben wird Sommecaise von den Nachbargemeinden La Ferté-Loupière im Norden, Les Ormes im Osten, Le Val d’Ocre im Südosten, Villiers-Saint-Benoît im Süden sowie Charny Orée de Puisaye im Westen.

## Bevölkerungsentwicklung

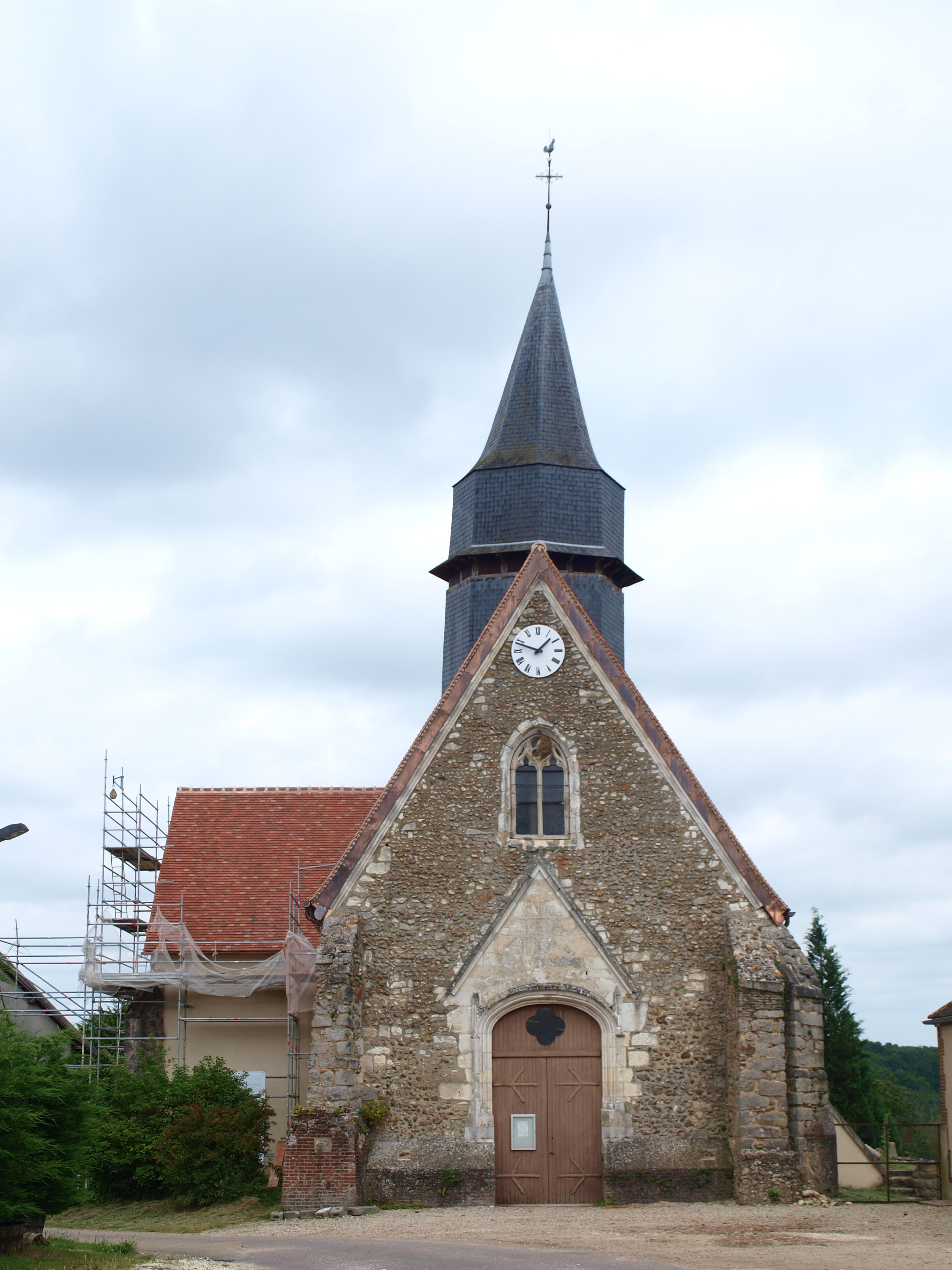
Kirche Saint-Martin

| Jahr                       | 1962 | 1968 | 1975 | 1982 | 1990 | 1999 | 2006 | 2013 | 2020 |
| Einwohner                  | 241  | 206  | 206  | 220  | 212  | 279  | 319  | 349  | 372  |
| Quellen: Cassini und INSEE |      |      |      |      |      |      |      |      |      |

## Sehenswürdigkeiten
- Dolmen von Pierrefitte
- Kirche Saint-Martin, um 1450 erbaut